# 봉 수세수
《봉 수세수》(포르투갈어: Bom Sucesso)는 2019년 방영된 브라질의 텔레노벨라이다.